# PSX Emulator
pSX Emulator es un emulador que tiene la opción de reproducir juegos de Playstation 1 en nuestro PC, siendo utilizado principalmente para ejecutar tarjetas de PS1, lo que permite su portabilidad en cualquier PC.
Este software es un muy buen emulador para PlayStation 1, gracias a su destacable estabilidad, utiliza un pequeño porcentaje de  los recursos en nuestro PC, además de tener gran compatibilidad con los videojuegos de la consola. En este emulador se puede ejecutar incluso la BIOS de PS2.

## Requisitos mínimos
Este emulador es muy ligero, por lo que funciona en casi cualquier computador, incluso aquellas de bajos recursos.
La ventaja de este programa es su estabilidad y compatibilidad con tarjetas de juegos y digitalizaciones de los juegos originales de PS1.